# Assemblea legislativa del Queensland

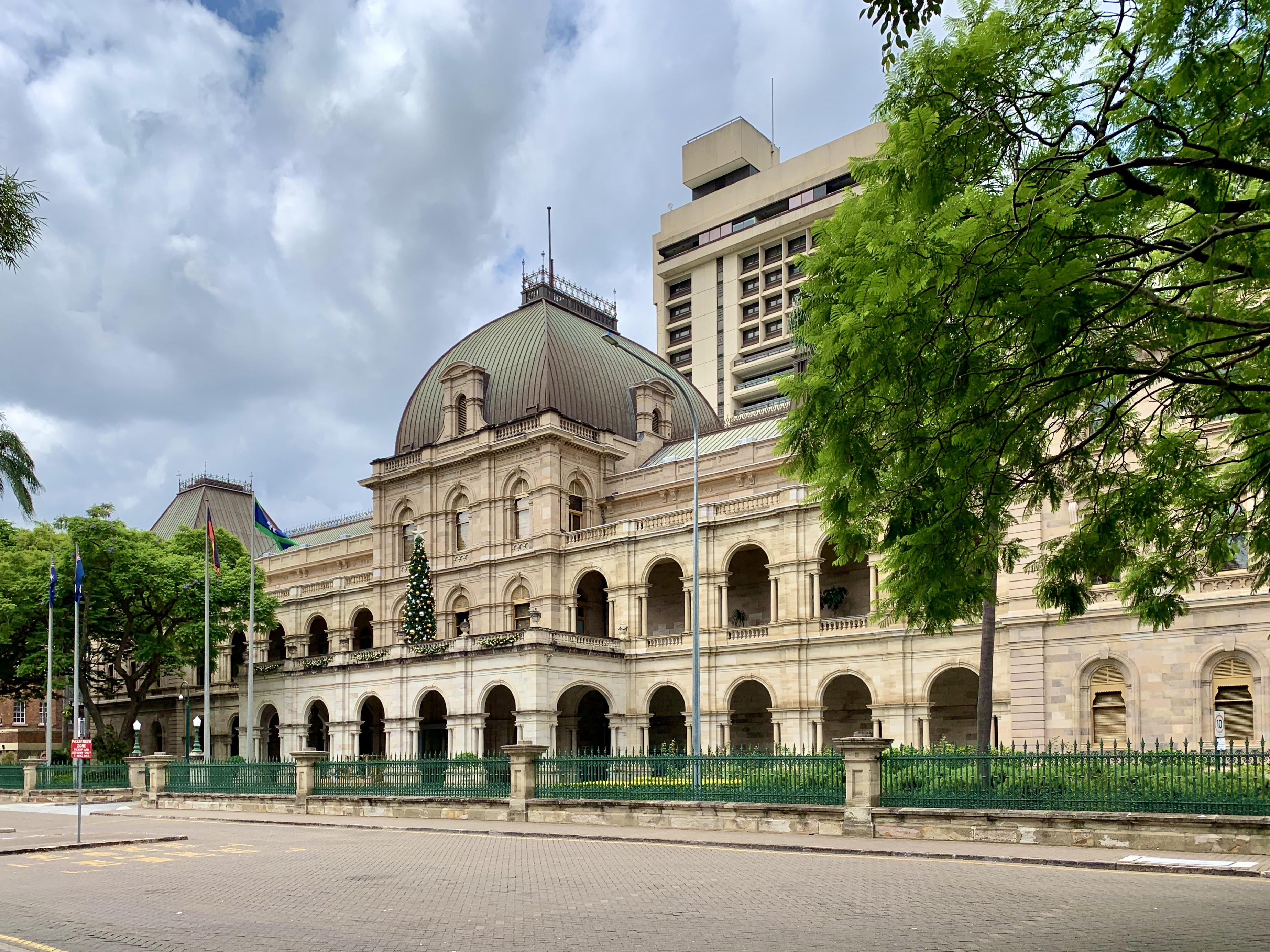
Il Palazzo del Parlamento dall’esterno.

L’Assemblea legislativa del Queensland è l’organo legislativo dello Stato del Queensland. Essa si riunisce nel Palazzo del Parlamento a Brisbane.
Essa è composta da 93 membri ed è rinnovata ogni quattro anni. Si tratta di una delle sei assemblee legislative in Australia ad aver assunto l’assetto monocamerale.

## Storia
L'attuale Assemblea legislativa è stata creata dalla Costituzione del Queensland, al tempo una colonia autonoma dell’Impero britannico, nel 1860, trasformandosi in legislatura statale con l’avvento della Federazione nel 1901.
Nel 1922, il Consiglio legislativo del Queensland, la camera alta della legislatura, è stato ufficialmente abolito, rendendo così l’organo monocamerale.

## Competenze
L’Assemblea ha il potere di eleggere e censurare il Premier, approvare la legge di bilancio e legiferare su tutte le materie non attribuite alla Federazione, essendo questa, a differenza dei Territori, legittimata da un potere sovrano statale preesistente e riconosciuto dalla Costituzione nazionale, non delegato dal Governo federale.  